# Kanton Évian-les-Bains
Kanton Évian-les-Bains (fr. Canton d'Évian-les-Bains) je francouzský kanton v departementu Horní Savojsko v regionu Rhône-Alpes. Skládá se z 15 obcí.

## Obce kantonu
- Bernex
- Champanges
- Évian-les-Bains
- Féternes
- Larringes
- Lugrin
- Maxilly-sur-Léman
- Meillerie
- Neuvecelle
- Novel
- Publier
- Saint-Gingolph
- Saint-Paul-en-Chablais
- Thollon-les-Mémises
- Vinzier